# Stor-Supanträsket
Stor-Supanträsket är en sjö i Lycksele kommun i Lappland och ingår i Öreälvens huvudavrinningsområde. Sjön har en area på 0,26 kvadratkilometer och ligger 347 meter över havet.

## Delavrinningsområde
Stor-Supanträsket ingår i det delavrinningsområde (712976-163478) som SMHI kallar för Mynnar i Vajbäcken. Medelhöjden är 369 meter över havet och ytan är 20,93 kvadratkilometer. Det finns inga avrinningsområden uppströms utan avrinningsområdet är högsta punkten. Röjbäcken som avvattnar avrinningsområdet har biflödesordning 3, vilket innebär att vattnet flödar genom totalt 3 vattendrag innan det når havet efter 134 kilometer. Avrinningsområdet består mestadels av skog (88 procent). Avrinningsområdet har 0,33 kvadratkilometer vattenytor vilket ger det en sjöprocent på 0,9 procent.